# Hermann Robinow

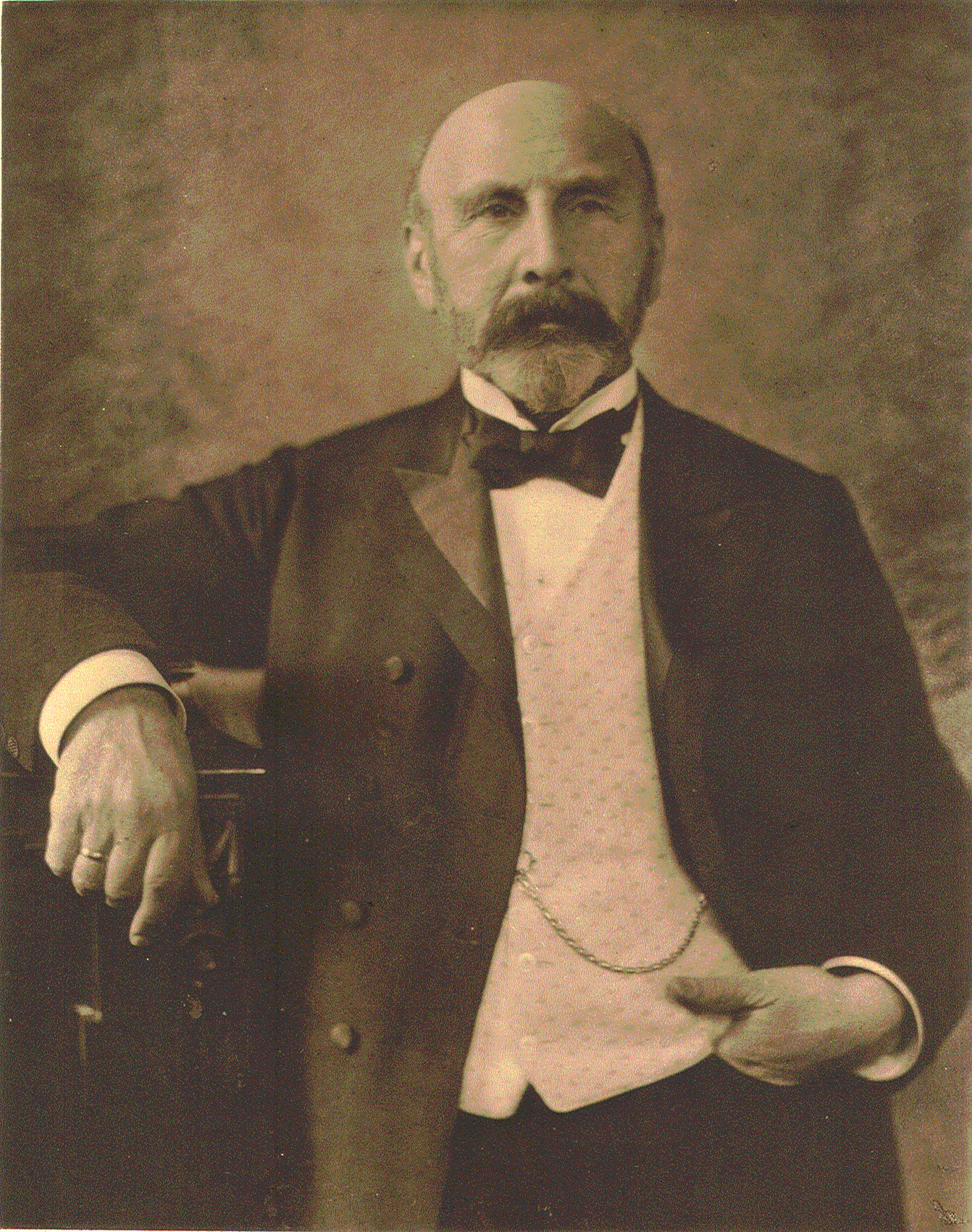
Hermann Robinow 1905

Hermann Moses Robinow (* 31. März 1837 in Hamburg; † 27. Juli 1922 Hamburg) war ein Hamburger Kaufmann und Abgeordneter.

## Leben
Robinow wurde als Sohn des Kaufmanns Siegmund Robinow (1808–1870) und Therese Diesseldorf geboren. Sein Großvater Marcus Robinow war 1790 aus Leszno nach Hamburg eingewandert, hatte sich erfolgreich etabliert und Emma Beit geheiratet.
Robinow wuchs in Hamburg auf, besuchte von 1845 bis 1847 die Schule von Dr. Schleiden und erhielt danach Privatunterricht von Hauslehrern. Von 1849 bis 1851 besuchte Robinow zusammen mit seinem Bruder Johannes die sechsklassige Realschule in Erfurt. 1852 begann Robinow eine dreijährige Lehre beim Bankier Ferdinand Jacobson. Im Anschluss arbeitete er in der Firma seines Onkels Robinow & Majoribanks in Leith und erhielt 1857 Prokura.

## Firmengründung
Robinows Vater Siegmund war in Hamburg ursprünglich Teilhaber der Firma M. Robinow & Söhne gewesen; nachdem diese 1849 zahlungsunfähig geworden war, war er 1851 Hamburger Agent von C. I. Hambro & Sohn, London und Teilhaber des Elbkupferwerkes geworden.
Dann hatte er 1855 die Leitung der Elbzuckersiederei übernommen, war dann für Joh. Ces. Godeffroy & Sohn tätig und übernahm 1858 die Leitung der Reiherstiegwerft. Da Siegmund Robinow wieder für eigene Rechnung tätig sein wollte, beschloss er, sich zusammen mit seinem ältesten Sohn wieder selbstständig zu machen.
Robinow gründete am 1. Juli 1859 zusammen mit seinem Vater Siegmund die Firma Siegmund Robinow & Sohn in Hamburg. 1861 trat der Bruder Johannes Robinow in die Firma ein, 1873 auch der Bruder Carl. Die Firma Siegmund Robinow & Sohn entwickelte sich günstig und wurde zu einem der größten Handelshäuser der damaligen Zeit in Hamburg, 1914 hatten sie ca. 60 Angestellte. Die Firma hatte ab 1885 ihren Sitz im Dovenhof.
Robinow war vielfältig ehrenamtlich in verschiedenen Ämtern in Hamburg engagiert. Er gehörte über 30 Jahre dem Präsidium der Commerzdeputation an. Von 1903 an war Robinow Mitglied im Vorstand des Allgemeinen Deutschen Handelstages. Von 1895 bis 1907 gehörte Robinow der Hamburgischen Bürgerschaft an. Robinow war Mitglied des Aufsichtsrates der Norddeutschen Bank.

## Familie
Robinow heiratete 1865 Flora May (1845–1891), Walter Robinow war sein Sohn.

## Sonstiges
Eine von Peter Lambert gezüchtete Rosensorte trägt Robinow zu Ehren den Namen Hermann Robinow.

## Quelle
- Aus dem Leben eines Hamburger Kaufmanns. Nach seinen Tagebuechern geordnet von [seiner Tochter] Adele Jaffe., 1837–1920; veröffentlicht im Bereich Digital collections des Leo Baeck Institute - Center for Jewish History, Record ID 422214, abgerufen am 5. Januar 2010